# Cétilistat
Le cétilistat est un médicament destiné à traiter l'obésité. Il agit de la même manière qu'orlistat en inhibant les lipases pancréatiques, des enzymes destinées à hydrolyser les triglycérides dans l'intestin. Sans ces enzymes, les triglycérides provenant de la nourriture ne peuvent être hydrolysés en acides gras absorbables et sont excrétés indigérés.
Dans les essais chez l'Homme, le cétilistat a montré des pertes de poids similaires à orlistat, mais produisit aussi des effets secondaires similaires comme des selles huileuses, des flatulences,. Il est probable qu'il ait les mêmes effets d'inhibition de l'absorption des vitamines et nutriments liposolubles, nécessitant des suppléments en vitamines pour éviter les carences.